# リース (紋章学)

エスカッシャン
フィールド
サポーター
モットー (スコットランド)
クレスト
リース
マント
ヘルメット
クラウン/コロネット
コンパートメント
チャージ
オーディナリー
モットー
画像ファイル（環境により文字がずれることもあります）

リース（英: Wreath）は、クレストの台座としてこれを安定させ、マントを取り付けるためにヘルメットの頂部に乗せられる、2色又は3色の紐状の布を捻って寄り合せた鉢巻きのような輪を模した紋章の構成要素である。リースは、しばしばトルス（英: Torse, Torce）とも呼ばれ、日本語では花冠とも言う。

## 解説

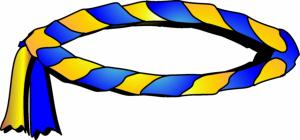
リース（トルス）

リースは一緒に捻られた一対のリボンから成り、それぞれのリボンは、マントと同様にエスカッシャンの主要な色である原色と金属色のティンクチャー、すなわちリヴァリース（仕着せ色）の色に着色される。一般にリースはマントで使われる色と同じ組み合わせの2色で表される。

カナダ・オンタリオ州の紋章。ヘルメットが省略されている。

普通、リースはヘルメットの上に置かれるが、地方自治体や都市の紋章ではヘルメットが省略され、エスカッシャンからわずかに離れた場所に直接リースを置き、その上にクレストを描くことがある。また、アメリカ陸軍の各連隊に与えられている紋章はすべてと言ってよいほどヘルメットとマントが省略されている形式を採っている。また、貴族以下の階級の者の紋章には必ずリースがあるが、国王や皇太子の紋章にはリースがなく、女性や聖職者の紋章にもない。
リースは、クレストの一部として、 On a wreath of the colours x and y... という書式で記述され、 x と y にはそれぞれ金属色と原色のティンクチャーの名称を記述する。例えば、カナダの国章のリースは、 On a wreath of the colours Argent and Gules, a lion passant guardant Or と記述されている。
リースは、時折、十字軍に参加した騎士が戦争に出発する際に彼の敬愛する女性が形見として騎士に渡した一種のハンカチーフであることもあり、騎士はこれをヘルメットにクレストが取り付けられた接点を覆い隠すようにヘルメットの頂部に巻きつけたとされるが、これは専門家によって疑問視されている。ヘルメットとクレストの接点を覆う役割は事実と考えられるが、ハンカチーフをリースのように捻じって使用するのには構造上無理があるのではないかという観点からである。
紋章に描かれる様々な動物の装飾として、冠のように動物の頭上に、又は首輪のように首のあたりにリースがしばしば使われる。イングランド北西部にかつて存在したボルトン自治郡の紋章では、左右のライオンのサポーターが首にセーブルとアージェントのリースを巻きつけている。